# Château de Lëkurësi
Le château de Lëkurësi (en albanais : Kalaja e Lëkurësit) est un château en ruine situé dans le village de Lëkurësi (sq), près de Saranda, dans le sud de l'Albanie. Le château se trouve sur un point stratégique surplombant la ville de Saranda, au sud-est du centre-ville. De là, on peut contrôler toute la ville ainsi que les îles de Ksamil.

## Histoire
Le château de Lëkurësi est construit en 1537 par le sultan Soliman le Magnifique de l'Empire ottoman afin de se défendre contre les Vénitiens. Il abritait une garnison de 220 soldats. La région appartenait traditionnellement à la partie sud de la région d'Himara. À la fin du XVIIIe siècle, le château est attaqué par Ali Pacha de Ioannina et les habitations environnantes sont pillées,,.

## Voir également
- Saranda
- Liste des châteaux d'Albanie
- Riviera albanaise
- Histoire de l'Albanie

## Galerie

Château de Lëkurësi
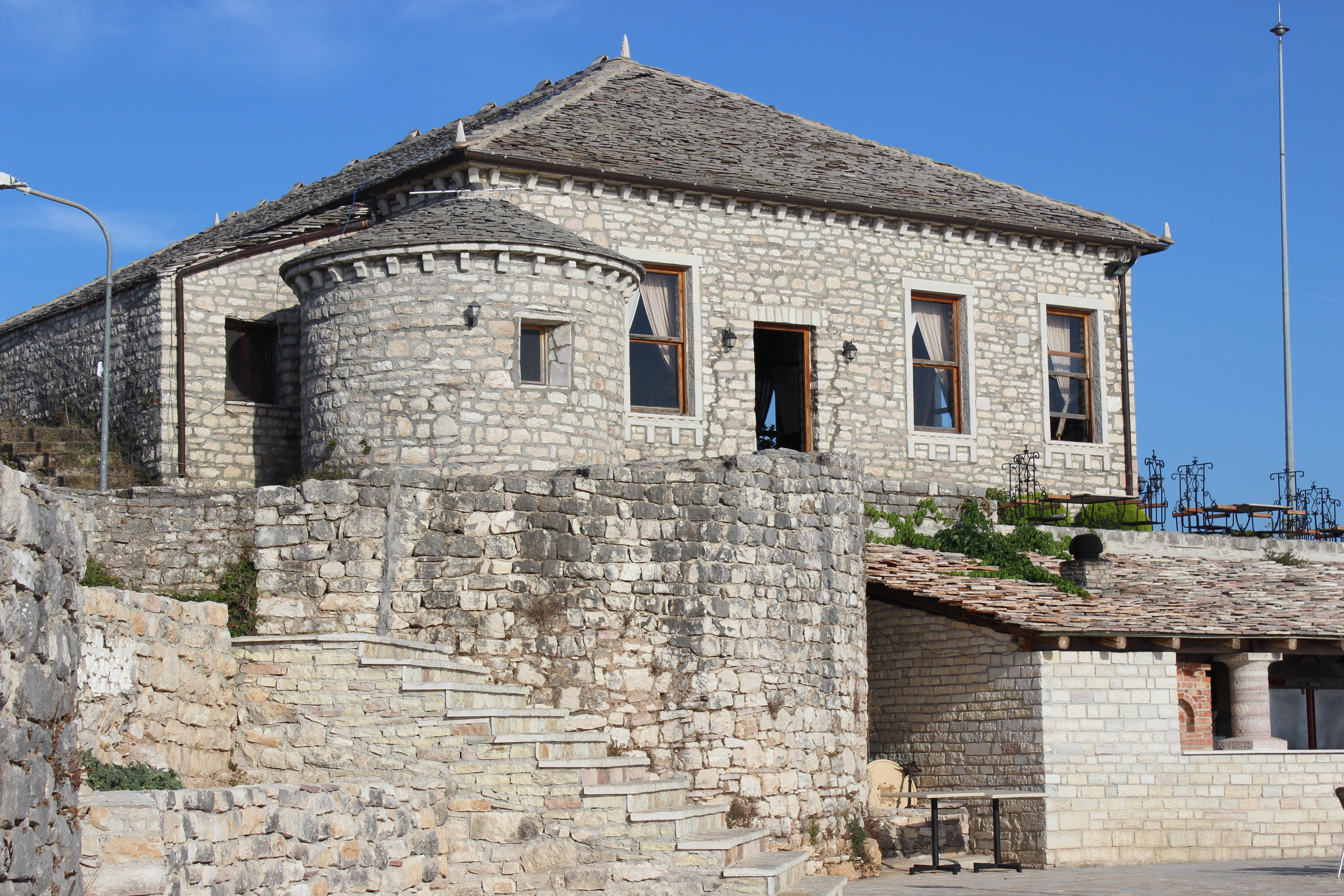
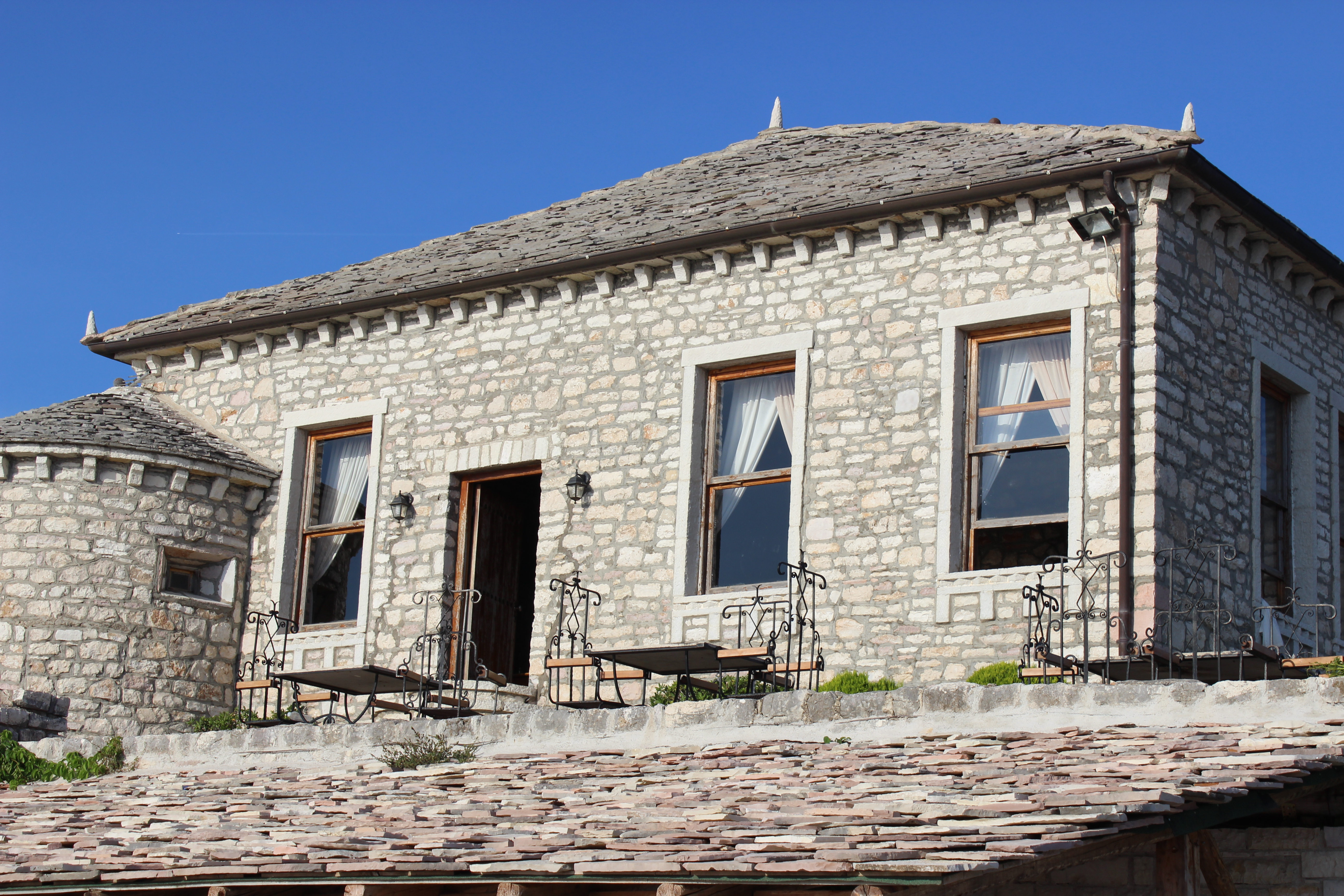
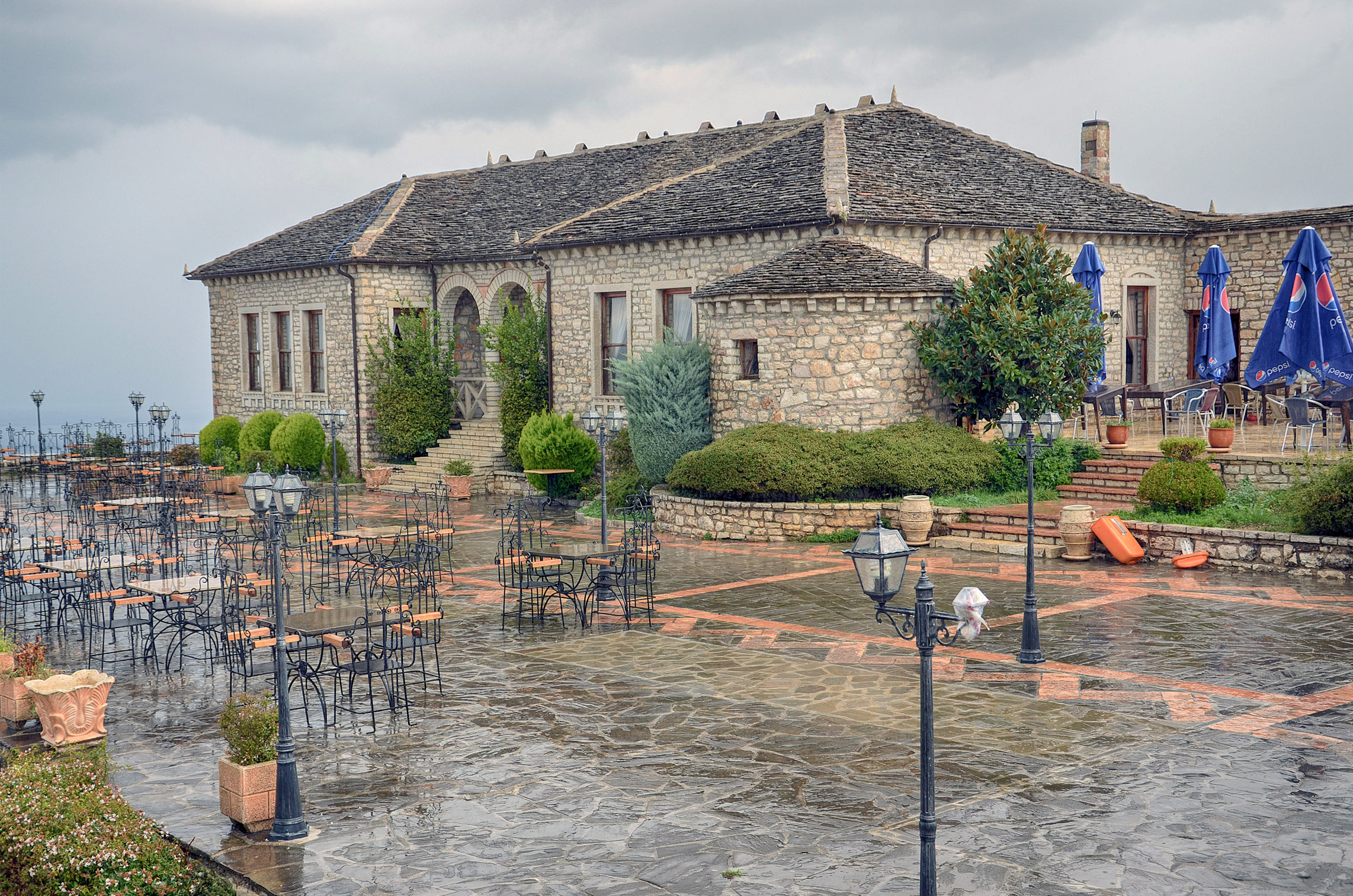
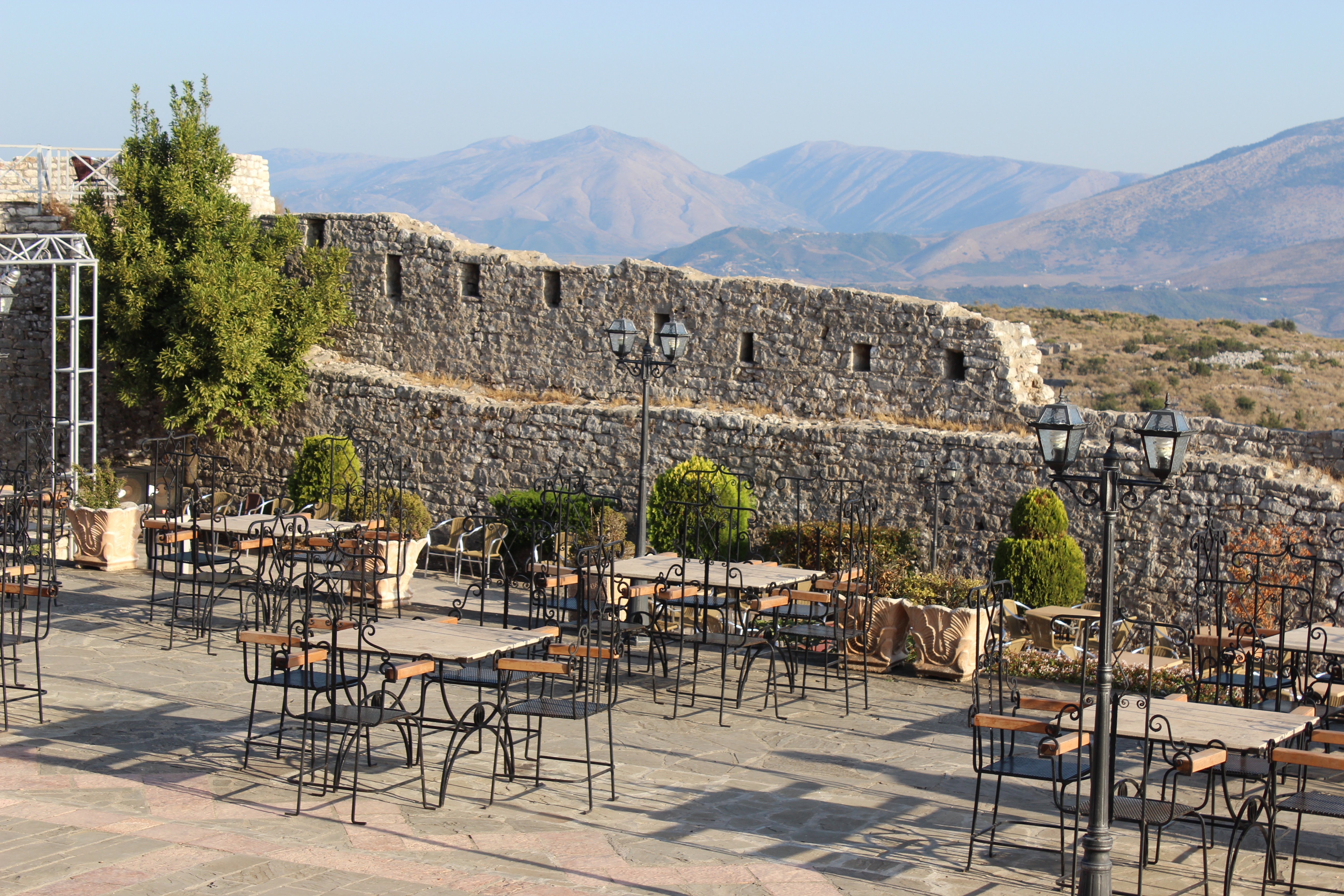
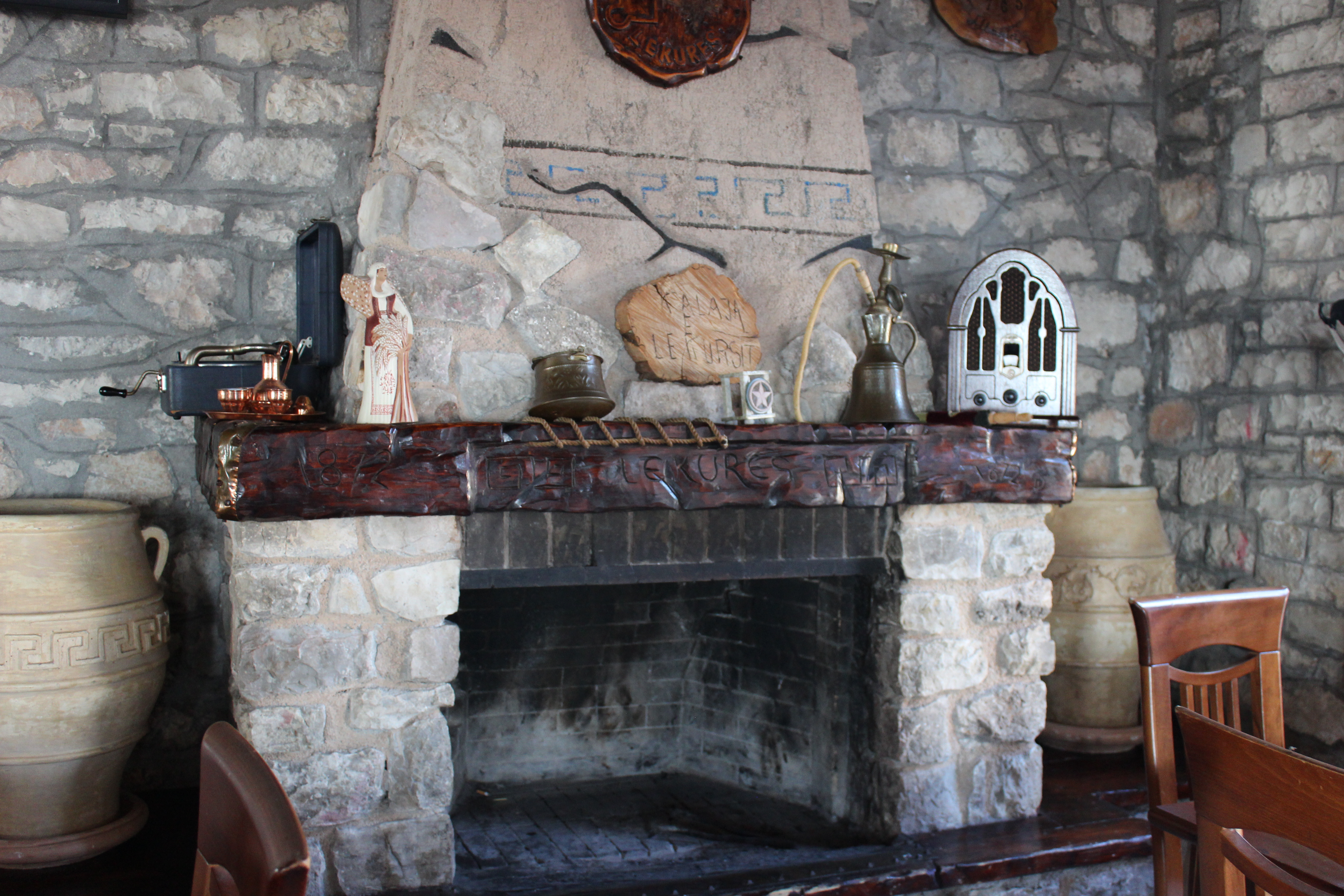